# Bornhecketunnel
Der Bornhecketunnel (ehemals auch Tunnel Steinberg-Bornhecke) ist ein 753 m langer Eisenbahntunnel der Schnellfahrstrecke Hannover–Würzburg. Er liegt im Bereich des hessischen Gemeinde Kalbach.

## Lage und Verlauf

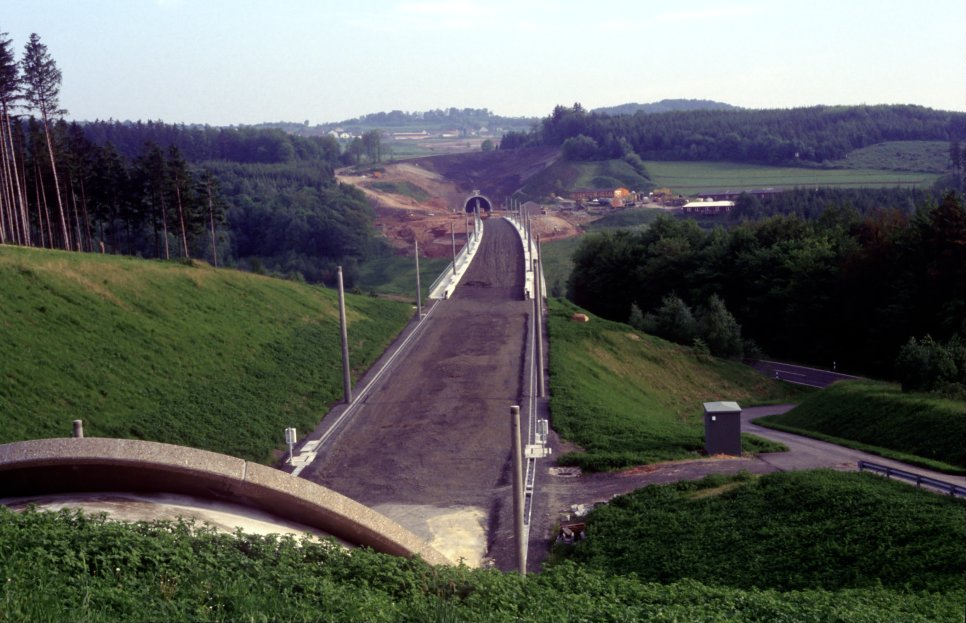
Blick vom Südportal auf die Talbrücke Kalbach und das Nordportal des Landrückentunnels

Das Bauwerk liegt östlich des Ortsteils Mittelkalbach. Es nimmt zwei Gleise auf, die mit 250 km/h befahren werden können.
Die Gradiente steigt im Tunnel in südlicher Richtung mit 12,5 Promille an.
Nördlich folgt, nach einem kurzen offenen Streckenabschnitt, der Kalbachtunnel. Südlich schließt sich zunächst die Kalbach-Talbrücke an. Darauf folgt der Landrückentunnel, der längste Eisenbahntunnel in Deutschland.

## Geschichte
Der Auftrag für den Tunnel wurde Ende 1982 vergeben.
Am 31. Mai 1983 waren mit dem Anschlag des Tunnels insgesamt zwölf Tunnel der ersten beiden deutschen Neubaustrecken im Bau.
Das Bauwerk wurde in Neuer Österreichischer Tunnelbaumethode vorgetrieben. Die Fertigstellung war (Stand: 1983) für Juni 1985 geplant. Die geplanten Baukosten lagen dabei bei rund 35 Millionen D-Mark.
Die Inbetriebnahme des Tunnels erfolgte, als Teil des Südabschnitts der Strecke, 1988.

## Ausblick
Die Vorzugsvariante der Aus- und Neubaustrecke Hanau–Würzburg/Fulda–Erfurt soll bei Mittelkalbach mit der bestehenden Schnellfahrstrecke verknüpft werden.